# Antal Károly
Antal Károly (Budapest, 1909. június 23. – Budapest, 1994. május 26.) Kossuth-díjas magyar szobrászművész.

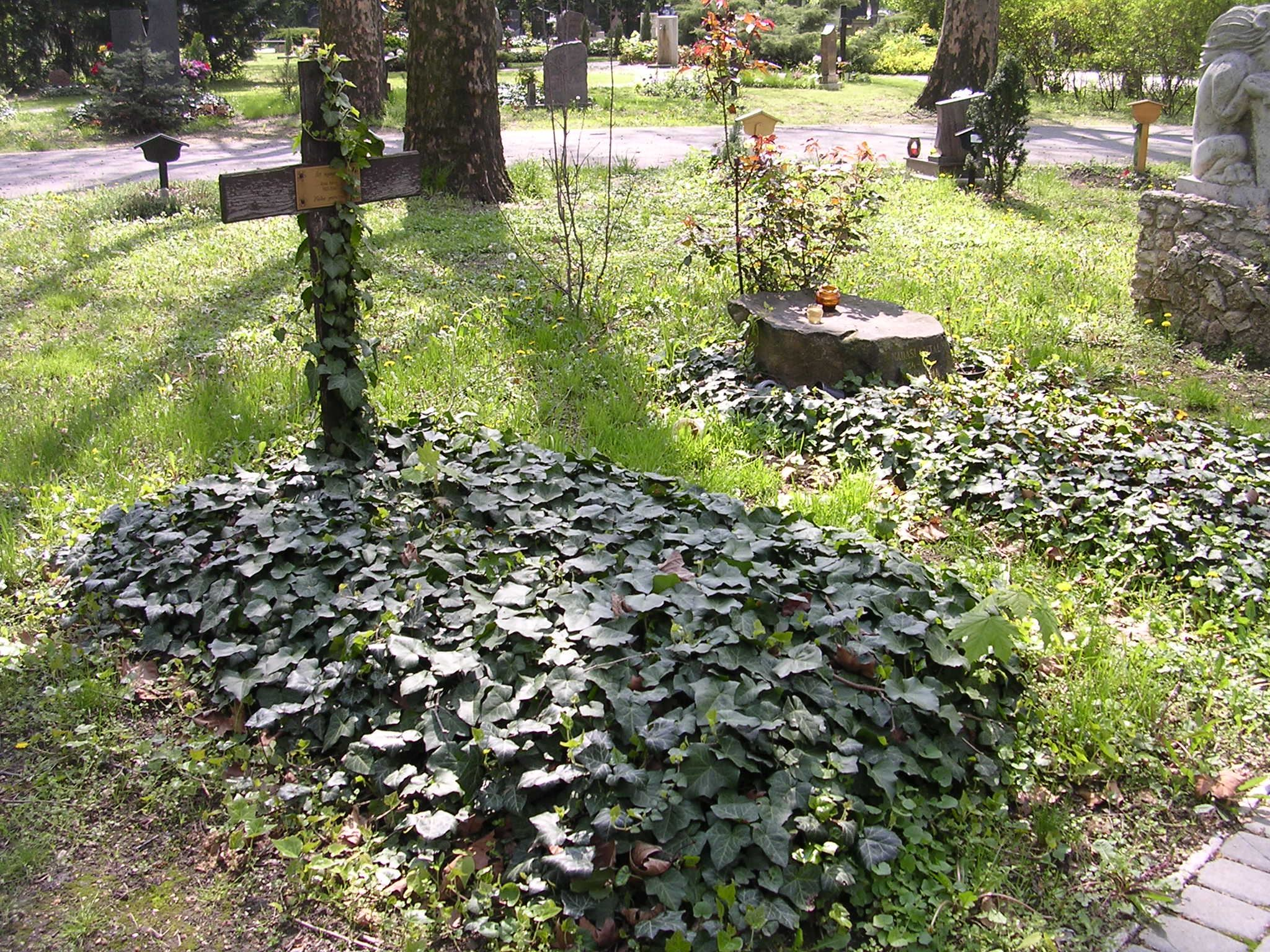
Sírja a Fiumei úti sírkertben 2005-ben

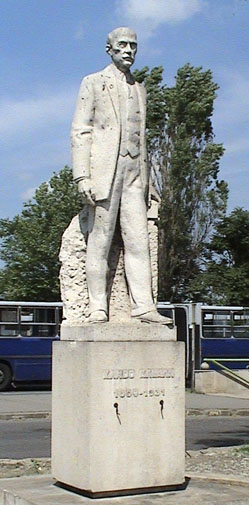
Kandó Kálmán szobra, alkotó: Antal Károly

## Pályafutása
Antal Károly (1877–1922) komornyik, bankaltiszt és Molnár Aurélia Terézia (1888–1967) fiaként született. Svájcban töltötte gyermekkorát, s a hegymászást igen megkedvelte. 1925 és 1927 között az Iparművészeti Iskola díszítőszobrász szakára járt, majd 1928 és 1934 között a Magyar Képzőművészeti Főiskolát végezte el. Mesterei Mátrai Lajos és Szentgyörgyi István voltak. 1931-től Ohmann Béla műtermében dolgozott segédként, aki jelentős hatást gyakorolt stílusára (klasszicizáló irányzat). Tanulmányúton járt Olaszországban (1934–1935-ben ösztöndíjasként), Ausztriában, Németországban, Csehszlovákiában, Bulgáriában és Romániában. 1935-től a Százados úti művésztelepen élt és dolgozott. 1950 és 1959 között a képzőművészeti főiskolán a kőrestaurálás tanára volt.
1931-től szerepelt kiállításokon. Minden jelentős csoportos kiállításon részt vett. A Római iskola második nemzedékéhez sorolják stílusa, művészi szemlélete miatt. A harmincas évek elején indult szobrászgeneráció egyik legtöbbet foglalkoztatott, tehetséges mestere volt. A pécsi Dóm apostolfiguráiban a monumentalitás iránti vonzódása és az architektúrához való igazodás képessége érvényesült. Kedvelt témája volt az emberi alak megformázása, portréiban bizonyos időtlenség fedezhető fel. A Római Iskola stílusának jellegzetes példája s egyben a műfaj egyik kiemelkedő alkotása, a szobrász számára sikert hozó Gellért és Julianus barát (1935–1937) emlékmű, mely a budapesti Hilton szállóban áll. Az 1935 és 1944 között rendszeresen kiállító 8 festő 8 szobrász csoportosulás tagja volt, s velük a nemzeti, s klasszikus magyar emlékműszobrászat továbbvitelén fáradozott. A realista és neoklasszicista törekvés érvényesült későbbi műveinél is, ennek köszönhetően pályája zökkenőmentesen folytatódott a második világháború után. Ő készítette el 1945-ben az első – az obeliszk típusnak modellül szolgáló – szovjet hősi emlékműveket (Szabadság tér, Gellért tér). Az ötvenes évektől rendszeresen kapott épületplasztikai, restaurálási megbízatásokat a nagy köztéri feladatok mellett.
Az 1970-es évek elejétől Kemenesalján dolgozott, a költő szülőfaluja számára formázta meg Berzsenyi Dániel mellszobrát, s a környék több településén több mint 30 művet alkotott.
Hagyatékát őrzi a budapesti Fővárosi Képtár, a Magyar Nemzeti Galéria, a római Museo d'Arte Moderna, Firenze, New York.
A Zsigmondy Társaság egyik legjobb hegymászója volt. Először a Budai- és a Pilisi-hegyekben túrázott. Metky Ödön szobrász barátjával megmászta a Gerlachfalvi-csúcsot, Skolil Ottóval és Stuhl Vincével a Hochtor északi falát, a Planspitze ÉNy-i falát és a Festkogel északi falát is. Római ösztöndíjasként sokat túrázott a Dolomitokban művész társaival. Ebben az időben mászta meg a Grosse Zinne Dibona élét és az Abruzzókban a Gran Sasso-t. A Magyar Munkások Turista Egyesületének titkára volt.

## Díjai, elismerései
- 1931: Balló Ede-díj
- 1934-1935: római ösztöndíjas
- 1935: Ferenczy István-díj
- 1937: Főváros Ferenc József díja
- 1937: Párizsi világkiállítás, ezüstérem
- 1952: Helsinki szellemi olimpia kitüntetettje
- 1954: Munkácsy Mihály-díj
- 1958: Csók István-érem
- 1992: a Magyar Köztársasági Érdemrend középkeresztje, polgári tagozat
- 1993: Kossuth-díj

## Kiállításai

### Egyéni
- 1973 – Kemenesaljai Művelődési Központ, Celldömölk
- 1979 – Műcsarnok, Budapest
- 1985 – Városi Könyvtár, Érd

### Válogatott csoportos
- 1934 – Egyházművészeti kiállítás, Róma
- 1935, 1936, 1938, 1939, 1941, 1944 – 8 festő 8 szobrász, Nemzeti Szalon, Budapest
- 1936 – Újabb római magyar művészek kiállítása, Nemzeti Szalon, Budapest
- 1936, 1938, 1940 – XX-XXII. velencei biennále, Velence
- 1937 – Párizsi világkiállítás
- 1938 – Téli Tárlat, Műcsarnok, Budapest
- 1939 – Krakkó
- 1939 – V. Nemzetközi Képzőművészeti kiállítás, Kassa
- 1940 – Magyar Művészetért, Műcsarnok, Budapest
- 1940 – Sport-díj kiállítás, IPM
- 1941 – Magyar Egyházművészeti kiállítás, Nemzeti Szalon, Budapest
- 1942 – "1942", Nemzeti Szalon, Budapest
- 1943 – Őszi Tárlat, Műcsarnok, Budapest
- 1944 – Svájci magyar kiállítás
- 1944 – 7. Nemzeti Képzőművészeti kiállítás, Műcsarnok, Budapest
- 1946 – Magyar Képzőművészetért Mozgalom I. kiállítás, Ernst Múzeum, Budapest
- 1947 – Ötven művész kiállítása, Nemzeti Szalon, Budapest
- 1947 – A Magyar Képzőművészek Szabadszervezetének II. Szabad Nemzeti kiállítása, Fővárosi Képtár, Budapest
- 1948 – Kilencven művész kiállítása, Nemzeti Szalon, Budapest
- 1948 – Rippl-Rónai Társaság, Nemzeti Szalon, Budapest
- 1950, 1951, 1952, 1953, 1954, 1955, 1959, 1962 – 1., 2., 3., 4., 5., 6., 7., 9. Magyar Képzőművészeti kiállítás, Műcsarnok, Budapest
- 1951 – A magyar katona a szabadságért, Műcsarnok, Budapest
- 1952 – Helsinki
- 1952 – Bukarest
- 1952 – Tavaszi Tárlat, Műcsarnok, Budapest
- 1952 – Arcképkiállítás, Ernst Múzeum, Budapest
- 1954 – Magyar Plasztikai és Grafikai Kiállítás, Ernst Múzeum, Budapest
- 1955 – Képzőművészetünk tíz éve, Műcsarnok, Budapest
- 1957, 1964 – III., VIII. Miskolci Országos Képzőművészeti Kiállítás, Miskolc
- 1959 – Moszkva
- 1960 – Felszabadult Budapest művészete, Magyar Nemzeti Galéria, Budapest
- 1965 – Százados úti művésztelep kiállítása, Magyar Nemzeti Galéria, Budapest
- 1966 – Magyar szobrászat 1920-1945. A huszadik század magyar művészete, Szent István Király Múzeum, Székesfehérvár
- 1967, 1969 – I., II. Országos Kisplasztikai Biennálé, Pécs
- 1969 – Magyar Művészet 1945-1969, Műcsarnok, Budapest.

## Művei

### Köztéri művei

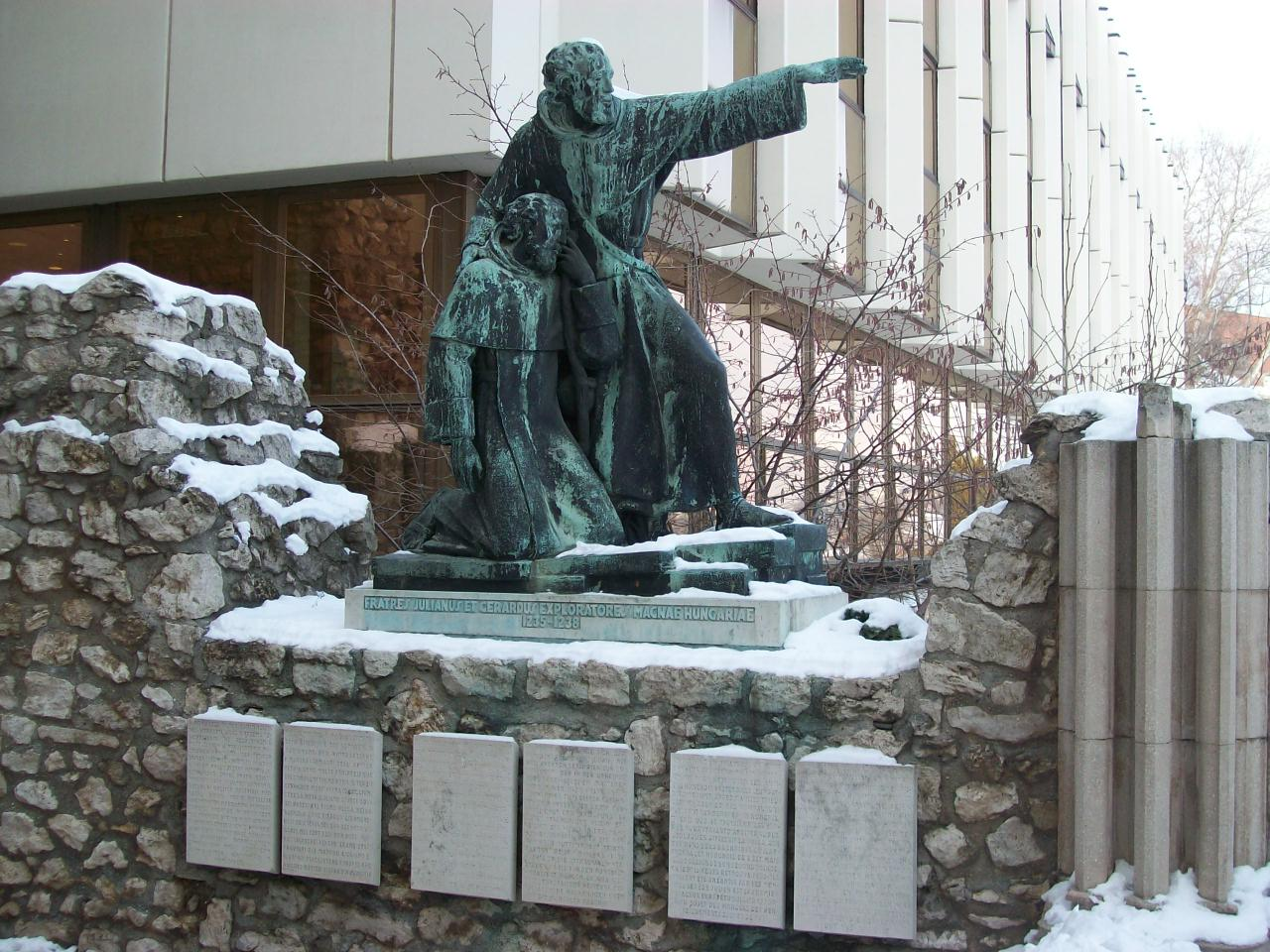
Gellért és Julianus barát

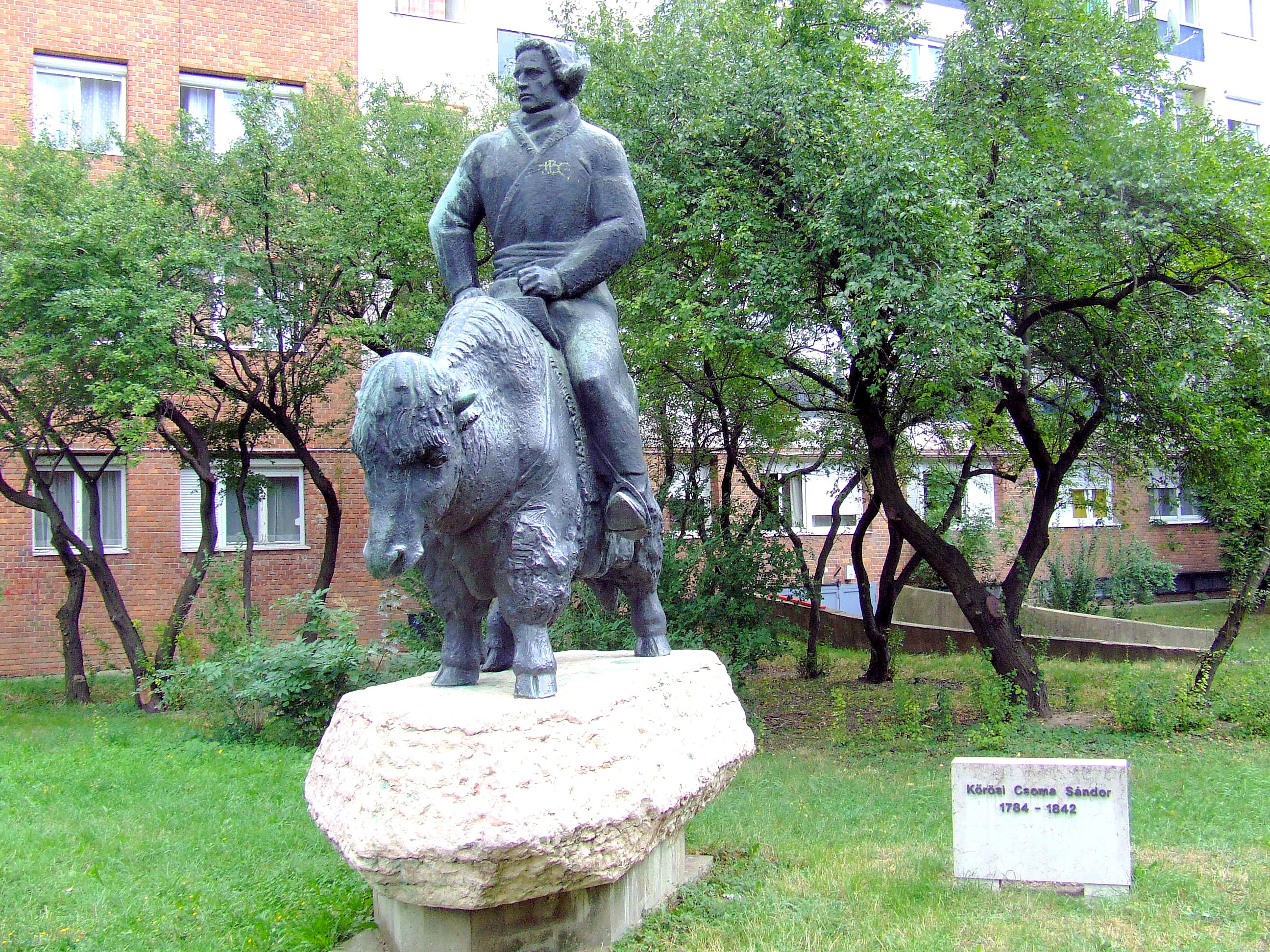
Kőrösi Csoma Sándor

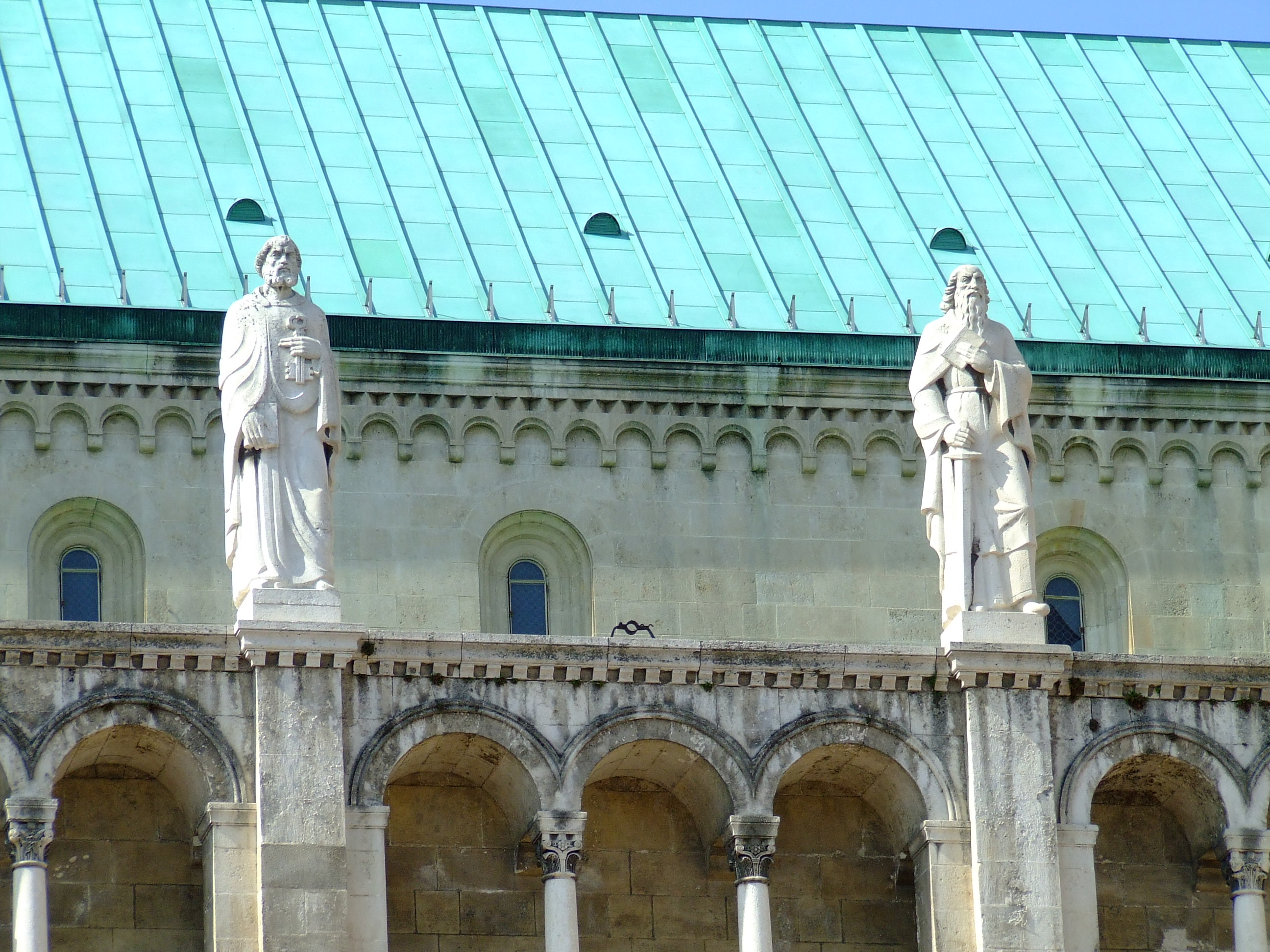
A pécsi székesegyház apostolszobrai

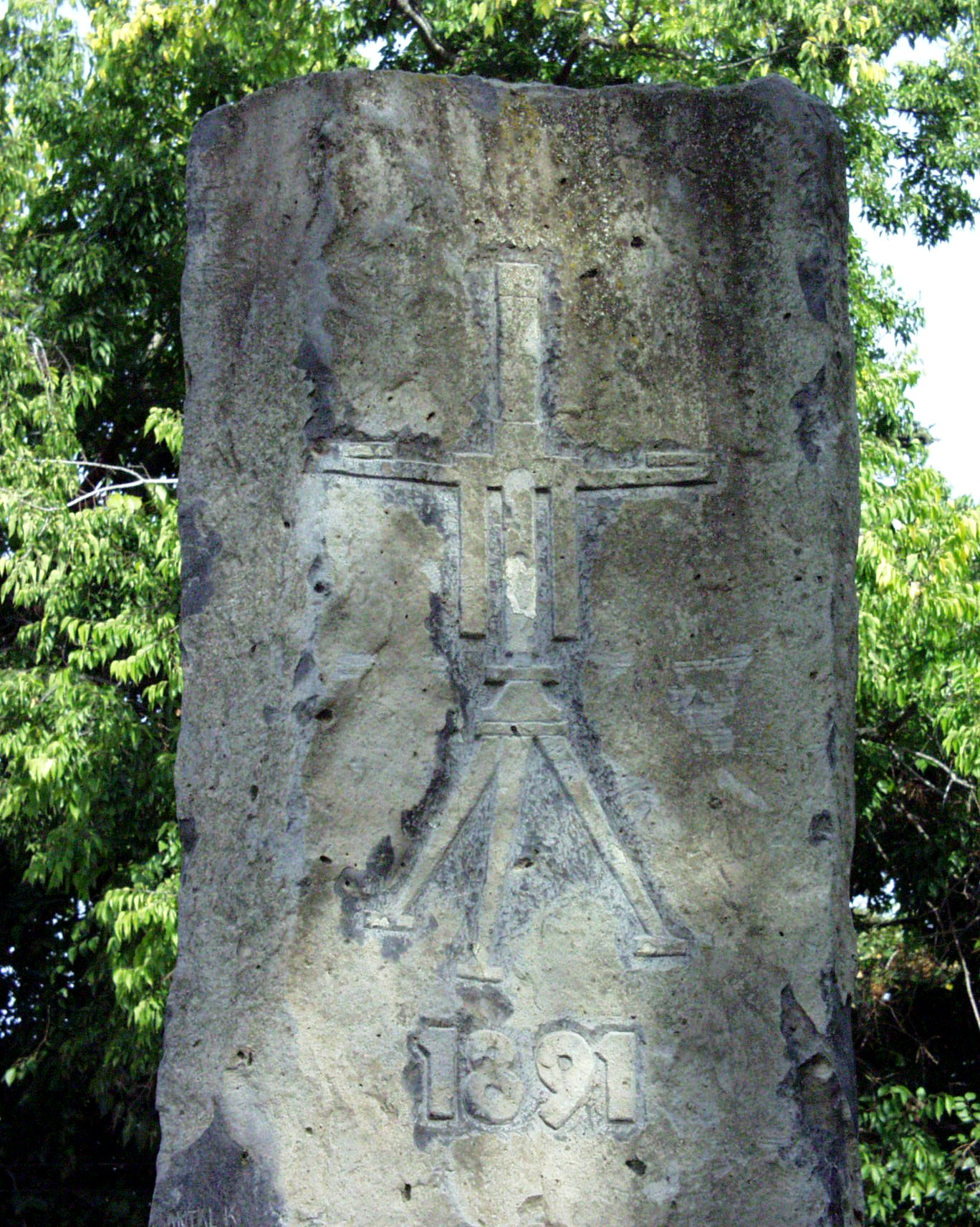
Eötvös-emlékoszlop (részlet)

- Szent Gellért és Julianus barát (bronz, 1937, 1976, Budapest, I. ker., Halászbástya, majd Hilton Szállóba áthelyezve)
- Szent István megkoronázása (dombormű, mészkő, 1938, Szenttamás-hegyi lépcső, Esztergom)
- Szűz Mária (kőszobor, 1938, Budapest XII. ker., Városmajori templom mögött)
- Szent I. László (szobor, ruskicai márvány, 1940, Budapest X. ker., Pataky tér)
- 12 apostol (1940-1963, Pécs, Székesegyház oromzatán) 
Ifjabb Jakab apostol 
Fülöp apostol 
Tamás apostol
- Szovjet hősi emlékmű (mészkő, 1945, Budapest XI. ker., Szt. Gellért tér, lebontva)
- Szovjet hősi emlékmű (mészkő, bronz, 1945, Budapest V. ker., Szabadság tér)
- Könyves Kálmán (Ezredéves emlékmű, dombormű, bronz, 1945 után, Budapest XIV. ker., Hősök tere)
- Birkózók (alumínium, 1955, Budapest XIV. ker., Népstadion)
- Építészet (dombormű, mészkő, 1956, Budapest XIII. ker., Máglya köz)
- Női figura (szobor, bronz, 1956, Miskolc, Albert-telep, Hunyadi J. Művelődési Ház)
- Tavasz (dombormű, bronz, 1957, Budapest VII. ker., Royal Szálló)
- Bokszoló (kő, 1957, Almásfüzitő, Sportpálya)
- Vízhordó csacsi - Csacsi korsókkal (alumínium, 1958, Budapest X. ker., Üllői út 136. előtt) – lebontva
- Lantos nő (plasztika, alumínium, 1960, Operettszínház, Budapest VI. ker., Nagymező u. 17.)
- Melpomené (mészkő, 1961, Debrecen, Csokonai Színház, homlokzat)
- Női akt (kútszobor, márvány, 1961, Szeged, Szegedi Orvostudományi Egyetem)
- Csajkovszkij és Moniuszkó (1961, Budapest VI. ker., operaház)
- Csacsi (bronz, 1960, Budapest III. ker., Solymár u. 12., óvoda)
- Vadorzó (bronz, 1960, Budapest II. ker., Törökvész út 67-69., iskolakert)
- Ifjúság (plasztika, alumínium, 1966, Gödöllő, Agrártudományi Egyetem, Koll.)
- Jókai Mór (szobor, mészkő, 1966, Kazincbarcika, Jókai tér)
- Kandó Kálmán (szobor, mészkő, 1967, Miskolc, Tiszai pu. előtt)
- Kőrösi Csoma Sándor (szobor, bronz, 1968, Pécs, Kőrösi Cs.-Dandár u.)
- Felszabadulási emlékmű (szobor, mészkő, 1969, Csanádpalota, Fő tér)
- Táncsics Mihály (portrészobor, mészkő, 1969, Orosháza, Táncsics Múzeum Gimnázium)
- Berzsenyi Dániel (mellszobor, mészkő, 1970, Egyházashetye, Berzsenyi Múzeum)
- Eötvös-emlékoszlop (kő, 1971, Ság hegy)
- Vasúti centenáriumi emlékmű (bazaltkő, 1971, Celldömölk)
- Szarvas (plasztika, bronz, 1972, Nagymáté, Vadászház)
- Életfa (dombormű, diófa, 1973, Jánosháza, Házasságkötő t.)
- Kisfaludy Károly (mellszobor, süttői mészkő, 1974, Tét, Kisfaludy Emlékház)
- Auguszta tehén (szobor, bronz, 1975, Martonvásár, MTA Mezőgazdasági Kutatóintézet)
- Felszabadulási emlékkő (kő, 1975, Celldömölk)
- Állatfigurák - Brémai muzsikusok (plasztika, bolgár mészkő, 1976, Nagykanizsa, Attila u., óvoda)
- Thököly Imre (mellszobor, süttői mészkő, 1979, Vaja, Vay Ádám Múzeum parkja)
- Sághegyi Vénusz (1979, Celldömölk, lakótelep)
- Lovag és heroldja (kő, 1983, Budapest I. ker., Vár - Fehérvári rondella)
- Kőrösi Csoma Sándor (portré, mészkő, 1984, Érd, Magyar Földrajzi Gyűjtemény)
- Kisfaludy Károly (mellszobor, bronz, 1988, Győr, Kisfaludy Színház).
- A Saskői hősi emlék
- Vértesi Szarvas-forrás

### Egyéb művei
- Szent István megkoronázása (vázlat), 1938 Gipsz, 80 x 68 cm, Keresztény Múzeum, Esztergom Képzőművészet Magyarországon
- Tollrajzokat is készített.
- A "Feketekövek" mászóiskolai kalauz címoldalát ő rajzolta.